# 脈波

幾種脈冲：(a) 方波(b)平方餘弦波(c)狄拉克脈冲(d) Sinc脈冲(e) 高斯脈冲

脈波（pulse）或稱脈衝、脈衝波（pulse wave），在信號處理中指一类幅值在短暂内突变为較高或較低的值（暂态）后、迅速回到其初始状态（初态）的信号。使用幅值对因变量（常为时间）作图可得脉冲波形图；而典型的脉冲波形有尖脉冲、矩形脉冲、阶跃脉冲等。脈波屬於一種物理量、时变量、信号。
在某些语境下，“脉冲”也可以指信号特性（如相位、頻率）具有快速暫態變化、之後又快速的回到基準值的一类信号。

## 脈冲形狀
利用脈冲整形（pulse shaping）的程序可以產生不同的脈冲形狀，根據應用的不同，最佳的脈冲形狀也隨之不同。

### 方波
方波脈冲包括方波、Boxcar函數及矩形函數等。在數位信號中，由低準位變到高準位的轉態稱為上昇緣，而由高準位變到低準位的轉態稱為下降緣。若數位系統中會偵測上昇緣或下降緣，或在此情形下才動作，稱為邊緣觸發。數位時序圖就是由許多方波組成的例子。

### Nyquist脈冲
Nyquist脈冲是符合Nyquist碼間干擾標準的脈冲，在資料傳輸有其重要性。sinc函數就是一個符合Nyquist碼間干擾標準的脈冲，因此sinc函數在信號處理理論上很重要，但因為因果性的問題，沒有一個真實的訊號產生器可以產生sinc函數。
在2013年產生了Nyquist脈冲，利用的方法是減小光纖中脈冲的大小，因彼此比原來要靠近10倍，其頻寬也比原來增加10倍，其Nyquist脈冲的完整程度超過99%，而且可以用簡單的雷射及調製器產生。

### 高斯脈冲
高斯脈冲是成形為高斯函數的脈冲，是由高斯濾波器產生，它是在沒有過衝及最小群延時條件下，暫態最快的脈冲。